# 라이프 인 피시즈
《라이프 인 피시즈》(영어: Life in Pieces)는 2015년부터 2019년까지 방영된 미국의 시트콤이다.